# 巨輝
巨輝（なおき、1986年5月19日 - ）は、日本の男性キックボクサー。大阪府出身。TARGET所属。元NKB2階級王者。

## 来歴
- 中学3年生まで野球をやっていたが、K-1で優勝した魔裟斗の影響を受け大阪真門ジムでキックボクシングを始めた。

- 2004年6月27日、「NKB K-U ディファ有明大会」の水島直哉戦でプロデビュー。

- 2007年4月28日、NKBフェザー級タイトルマッチで王者松本浩幸に挑戦し、多彩なコンビネーションと足を使い序盤を制し4Rに右ハイキックでダウンを奪って3-0の判定勝ちを収め王座に就いた[1]。

- 2008年4月12日、減量が苦しい事からライト級に転向し桃井浩と対戦し、3-0の大差判定勝ちを収めた[2]。

- 2008年7月20日、NKBライト級タイトルマッチで王者高野洋一に挑戦し、終始手を出し続けるも捕らえる事が出来なかったが2-0の判定勝ちを収め2階級制覇を遂げた[3]。

- 2008年12月13日、NKBライト級タイトルマッチで過去に対戦している桃井浩を挑戦者として迎え、1Rに右フックでグラつくが2Rに盛り返しKO防衛を果たした[4]。

- 2009年3月15日、初の国際戦で自ら指名した元ラジャダムナンスタジアム認定フェザー級王者チャイディー・カーと対戦し、2Rにダウンを奪い2-0の判定勝ちを収めた。

- 2009年10月31日、NKBライト級タイトルマッチで前王者高野洋一を挑戦者として迎えフルマーク判定勝ちを収めた[5]。

- 2010年4月7日、NKBでは敵無しのため主戦場をRISEへ変更しフリー転向となった第1戦「RISE 63」で初代RISEスーパーライト級王者吉本光志と対戦し、延長Rの末2-1の判定勝ちを収めた[6]。

- 2010年5月16日、TARGET所属となり「RISE 65」で小宮山大介と対戦し、1R終了間際にダウンを奪いタオルが投入されTKO勝ちを収めた[7]。

- 2010年10月3日、初代RISEライト級王者決定戦の準決勝で初代RISEスーパーフェザー級王者裕樹と対戦し、テンカオに対応できず延長Rの末0-3の判定負けを喫した。

- 2011年7月2日、MA初参戦でMA日本スーパーライト級王者モハン・ドラゴンと対戦し僅差判定負けを喫した[8]。

- 2011年8月21日、「ビッグバン・統一への道 其の六」で元全沖縄ライト級王者中村広輝と対戦し3-0の判定勝ちを収めた。

- 2011年9月25日、K-1初参戦で元WMAF世界＆J-NETWORKウェルター級王者北山高与志と対戦し、2R終盤にダウン寸前まで追い込み3Rに2度ダウンを奪いKO勝ちを収めた。

## 戦績

### プロキックボクシング
| キックボクシング 戦績 | キックボクシング 戦績 | キックボクシング 戦績 | キックボクシング 戦績 | キックボクシング 戦績 | キックボクシング 戦績 | キックボクシング 戦績 |
| --------------------- | --------------------- | --------------------- | --------------------- | --------------------- | --------------------- | --------------------- |
| 26 試合               | (T)KO                 | 判定                  | その他                | 引き分け              | 無効試合              |                       |
| 19 勝                 | 5                     | 14                    | 0                     | 2                     | 0                     |                       |
| 5 敗                  | 0                     | 5                     | 0                     | 2                     | 0                     |                       |

| 勝敗 | 対戦相手           | 試合結果                             | 大会名                                                                                | 開催年月日     |
| ○    | HIROYA             | 3R終了 判定2-1                       | ビッグバン・統一への道 其の八                                                         | 2012年2月25日  |
| ○    | マリモー           | 3R終了 判定3-0                       | ビッグバン・統一への道 其の七                                                         | 2011年12月11日 |
| ○    | 北山高与志         | 3R 2:04 KO（右ストレート）           | K-1 WORLD MAX 2011〜-70kg Japan Tournament FINAL〜                                    | 2011年9月25日  |
| ○    | 中村広輝           | 3R終了 判定3-0                       | ビッグバン・統一への道 其の六                                                         | 2011年8月21日  |
| ×    | モハン・ドラゴン   | 5R終了 判定0-3                       | MA日本キックボクシング連盟「BREAK-15〜Gaia〜」                                        | 2011年7月2日   |
| ×    | 麻原将平           | 3R終了 判定0-3                       | RISE 74                                                                               | 2011年2月27日  |
| ×    | 裕樹               | 延長R終了 判定0-3                    | RISE 71 【初代RISEライト級王者決定戦 準決勝】                                         | 2010年10月3日  |
| ×    | 渡辺理想           | 3R終了 判定0-2                       | RISE 68                                                                               | 2010年7月31日  |
| ○    | 小宮山大介         | 1R終了時 TKO（タオル投入：左フック） | RISE 65                                                                               | 2010年5月16日  |
| ○    | 吉本光志           | 延長R終了 判定2-1                    | RISE 63                                                                               | 2010年4月7日   |
| ○    | 高野洋一           | 5R終了 判定3-0                       | 日本キックボクシング連盟「2009継続シリーズ サード」 【NKBライト級タイトルマッチ】     | 2009年10月31日 |
| ○    | チャイディー・カー | 5R終了 判定2-0                       | 日本キックボクシング連盟「2009継続シリーズ」                                          | 2009年3月15日  |
| ○    | 桃井浩             | 2R 1:41 KO（パンチ連打）             | 日本キックボクシング連盟「2008闘争シリーズ ファイナル」 【NKBライト級タイトルマッチ】 | 2008年12月13日 |
| ○    | 高野洋一           | 5R終了 判定2-0                       | K-U創立10周年記念興行 【NKBライト級タイトルマッチ】                                   | 2008年7月20日  |
| ○    | 桃井浩             | 5R終了 判定3-0                       | 日本キックボクシング連盟「2008闘争シリーズ」                                          | 2008年4月12日  |
| ○    | 富原誠             | 3R 1:50 KO                           | K-U・APKF合同興行 【NKBフェザー級タイトルマッチ】                                     | 2007年11月25日 |
| ○    | 板倉陽介           | 5R終了 判定3-0                       | 日本キックボクシング連盟「2007奪還シリーズ」                                          | 2007年8月19日  |
| ○    | 松本浩幸           | 5R終了 判定3-0                       | 日本キックボクシング連盟「2007奪還シリーズ」 【NKBフェザー級タイトルマッチ】          | 2007年4月28日  |
| △    | 岩田洋             | 5R終了 判定1-0                       | 日本キックボクシング連盟「2006逆襲シリーズ ファイナル」 【NKBフェザー級ランキング戦】 | 2006年12月23日 |
| ○    | 山口勝             | 3R終了 判定3-0                       | K-U興行 【NKBフェザー級ランキング戦】                                                 | 2006年7月30日  |
| ○    | 板倉陽介           | 5R終了 判定3-0                       | 日本キックボクシング連盟「2006逆襲シリーズ」 【NKBフェザー級ランキング戦】            | 2006年4月29日  |
| ○    | 松永敦             | 3R 0:25 TKO                          | 日本キックボクシング連盟「2006逆襲シリーズ」                                          | 2006年2月25日  |
| ○    | 佐々木孝丸         | 3R終了 判定3-0                       | 日本キックボクシング連盟「2005叛乱シリーズ ファイナル」                               | 2005年12月20日 |
| ○    | 天野雄一郎         | 3R終了 判定3-0                       | NKB K-U ディファ有明大会                                                              | 2005年9月18日  |
| ×    | 谷村央             | 3R終了 判定0-3                       | 日本キックボクシング連盟「2004怒濤シリーズ」 【フェザー級新人王戦 準決勝】            | 2004年10月23日 |
| △    | 水島直哉           | 3R終了                               | NKB K-U ディファ有明大会 【フェザー級新人王戦 1回戦】                                 | 2004年6月27日  |

## 獲得タイトル
- 第7代NKBライト級王座
- 第6代NKBフェザー級王座